# Mulai Muhammad
Sultan Mulai Muhammad III oder Sultan Sidi Mohamed ben Abdallah (arabisch محمد الثالث بن عبد الله الخطيب, DMG Muḥammad aṯ-ṯaliṯ b. ʿAbd Allāh al-Ḫaṭīb; * 1710; † 1790) war ein marokkanischer Herrscher von 1757/1759 bis 1790 aus der Dynastie der Alawiden.

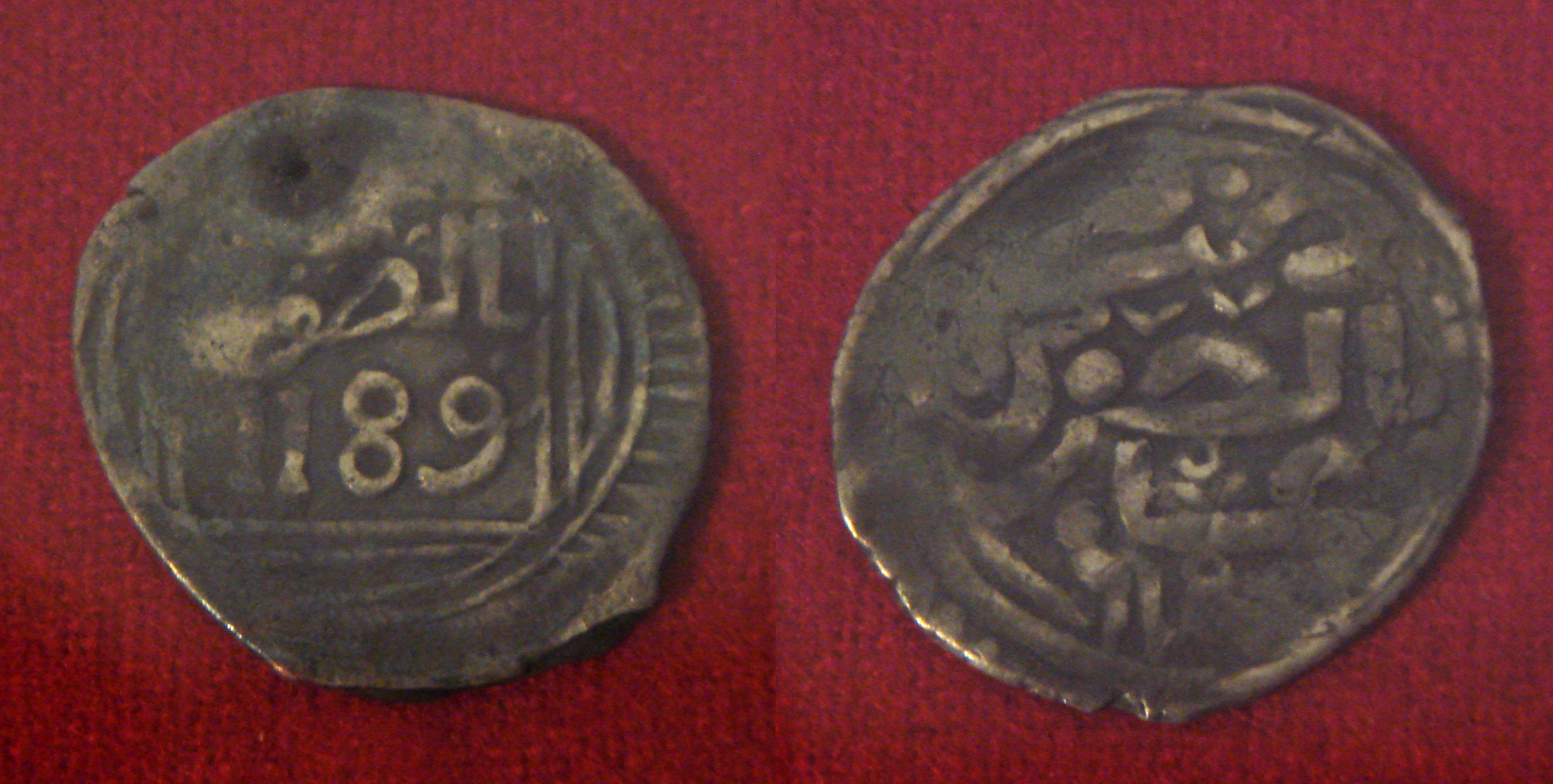
Münzen Mohammed ben Abdallahs, geprägt in Essaouira (um 1767)

## Geschichte
Mulai Muhammad wurde schon zu Lebzeiten seines Vaters Mulai Abdallah auf Druck der Bevölkerung von Marrakesch zum Thronfolger bestimmt und zum Statthalter von Marrakesch ernannt. Ihm gelang es, die seit 1727 andauernden Machtkämpfe zu beenden und die Scherifen-Dynastie der Alawiden wieder zu festigen.
Bei der Wiederherstellung des Staates galt seine Aufmerksamkeit vor allem dem Steuerwesen, der Neuorganisierung des Heeres und der Stabilisierung der religiösen Autorität seiner Herrschaft gegenüber den Scheichs der Bruderschaften und Marabuts. Dafür benötigte er zusätzliche Mittel und ein Steuersystem, das den Handel mit einbezog. Er führte die Besteuerung der Märkte wieder ein und setzte diese auch unter Umständen mit militärischer Gewalt durch.
Eine Heeresreform wurde durchgeführt und arabische Söldner aus der Gruppe der Banu Hassan unterstanden fortan dem Kommando der Alawiden. Ebenfalls organisierte er schlagkräftige Seestreitkräfte, die in der Lage waren, europäische Angriffe abzuwehren.
Im Jahr 1765 ließ er die bereits existierende und von den Portugiesen okkupierte Siedlung Essaouira an der Atlantikküste ausbauen und betraute den französischen Gefangenen Théodore Cornut mit Planungen für den Ausbau einzelner Stadtteile und Stadtbefestigungen.
Es gelang ihm die Handelsbeziehungen Marokkos durch Freundschafts- und Handelsverträge mit Dänemark-Norwegen (1751–1765), Großbritannien (1760), Schweden (1773), Frankreich (1767) und Portugal (1773) auszubauen. Im Jahr 1767 unterzeichnete er einen Friedensvertrag mit Spanien. Nach der Anerkennung der Vereinigten Staaten als souveränen Staat (1777), kam es 1787 zum Abschluss eines Friedens- und Freundschaftsvertrages.
Daneben tat sich Mulai Muhammad als für Marokko bedeutender Islamreformer hervor. Im Allgemeinen reagierte er auf eine Situation, die als Verfall der religiösen Institutionen und Bildungseinrichtungen wahrgenommen wurde. Auch einzelne Aspekte des Volksislams und gesellschaftlicher Zustände waren Auslöser hierfür. Zu nennen sind hier u. a. Wallfahrten, Nichtzahlung der Almosensteuer, Exzesse bei Hochzeitsfeiern und illegitime Eheschlüsse. Unter Mulai Muhammad wurden daher einerseits Anstrengungen zur Alphabetisierung weiter Teile der Bevölkerung unternommen als auch 1788 ein Dekret erlassen, das Medresen auf einen strikten und exklusiven Bildungskanon verpflichtete.

## Nachfolge
Nach Mulai Muhammads Tod im Jahre 1790 flammten unter seinem Sohn und Nachfolger Yazid (reg. 1790–1792) sowie Hischam (reg. 1792–1798) die althergebrachten Streitigkeiten wieder auf, bevor Mulai Sulaiman (reg. 1798–1822) die Herrschaft übernehmen und vorübergehend stabilisieren konnte.

## Ehrungen
Nach ihm ist der Stausee Sidi Mohammed Ben Abdallah, einer der größten des Landes, und die Sidi-Mohamed-Ben-Abdallah-Universität (Université Sidi Mohamed Ben Abdellah) in Fès benannt.